# Szamoa történelme

Szamoa elhelyezkedése a Csendes-óceánon

Szamoa történelme alatt a szamoai nép valamint a Szamoai Független Állam és Amerikai Szamoa történetét értjük. A lapita kultúrához tartozó polinéz hajósok körülbelül Kr. e. 1000-ben telepedtek le a Szamoa-szigeteken. Ettől kezdve mintegy 1900 éven át a törzsi alapon szerveződő szamoai társadalom politikai vezetői uralták a szigetvilágot, ami alól csak a tongai hódoltság időszaka jelentett kivételt. Szamoát első európaiként Jakob Roggeveen holland felfedező látogatta meg 1722-ben. Az 1830-as évektől misszionáriusok érkeztek és megtérítették a helyi lakosságot. Ezzel párhuzamosan három nyugati nagyhatalom, Németország, az Egyesült Államok és az Egyesült Királyság is igényt formált a szigetcsoportra. Két véres szamoai polgárháborút követően a három ország által elfogadott háromhatalmi egyezmény értelmében Upolu és Savai'i szigete német fennhatóság alá került Német Szamoa néven, míg a szigetsor keleti tagjait az Egyesült Államok csatolta magához Amerikai Szamoaként. Németország első világháborús veresége után a két nyugati sziget Új-Zéland gyámsága alá került, a terület 1962-ben nyerte el függetlenségét. Amerikai Szamoa továbbra is külbirtok. A szamoai történelem keretébe tartozik továbbá a fejlettebb országokban, elsősorban Új-Zélandon, az Egyesült Államokban és Ausztráliában élő szamoai emigráció története is.

## Lapita kultúra (Kr. e. 1000 – Kr. e. 500)

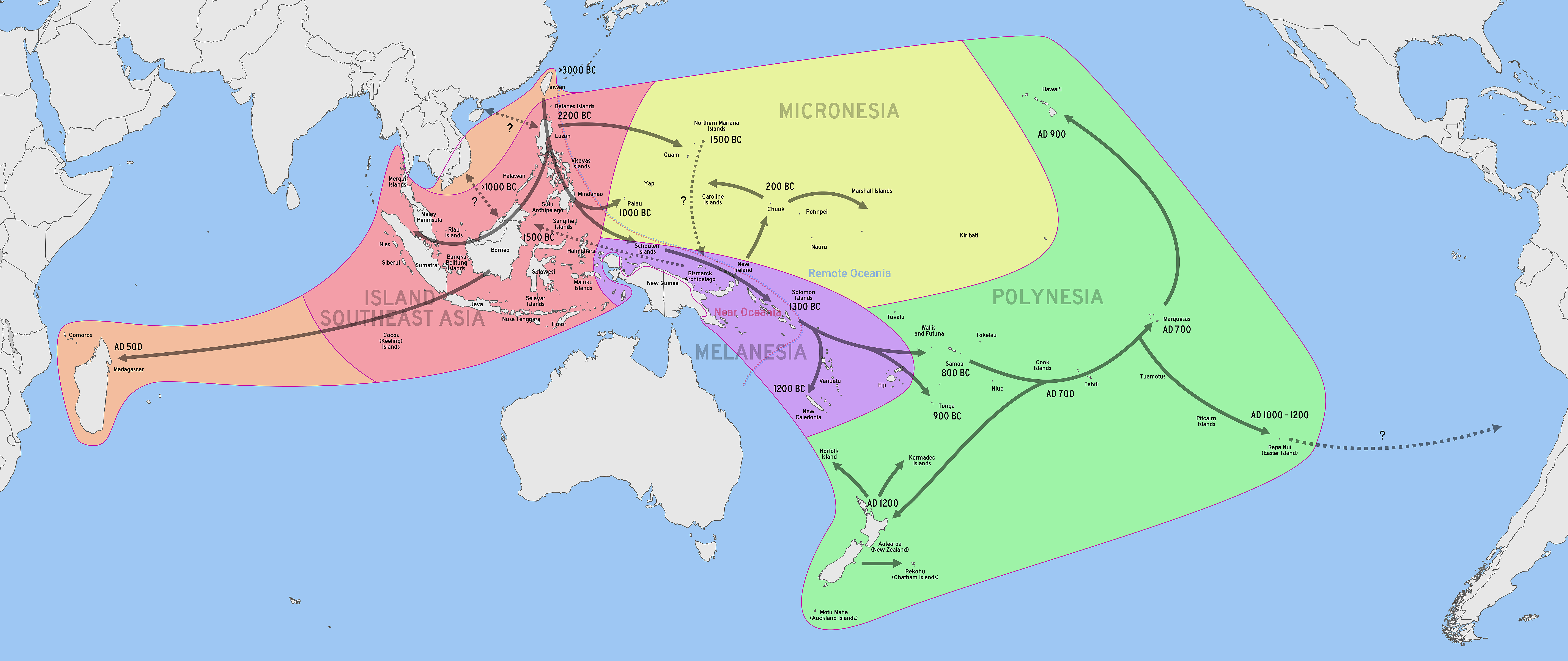
Az ausztronéz nyelvű népek vándorlásának térképe a Csendes-óceánon

A lapita kultúra ausztronéz nyelvű polinéz telepesei nyugatról kelet felé haladva szigetről szigetre népesítették be Óceániát katamaránjaik és a fejlett őskori polinéz navigáció segítségével. A becslések szerint a Szamoa-szigetekre Kr. e. 1000 körül érkeztek meg az első lakosok. A legfontosabb lapita régészeti helyszín Szamoán az Upolu nyugati végén, az Apolima-szoros partján fekvő Mulifanua mellett helyezkedik el. Az évszázadok alatt víz alá került leletegyüttest véletlenül fedezték fel 1973-ban, amikor a kompkikötőt építették. A mulifanuai ásatásokból származik szinte a teljes ismeretanyag a szamoai lapiták kultúrájáról. A kultúra eszközhasználatára a bazaltból készült szalukapák, a kagylóból készült horgok, valamint kisebb pattintott obszidián tárgyak készítése volt jellemző. A lapiták állandó falvakban éltek a szigetek partvidékén. Megélhetésük alapját a mezőgazdaság képezte, a földművelést a halászat egészítette ki. Vándorlásuk során mintegy két tucat fajta nem őshonos haszonnövényt hoztak magukkal Szamoára, köztük a helyi gazdaságot ma is meghatározó kókuszpálmát, banánt, tarót és kenyérgyümölcsöt. A telepesek magukkal hozták háziállataikat is, hogy a húsellátás biztosítva legyen, így kerültek a szigetekre többek között a házityúkok, a kutyák és a disznók is. A lapita kerámiák jellemzője az erősen stilizált alakok ábrázolása és a készítésükkor alkalmazott fogazott-vésett technika. A régészeti leletek alapján a korszak folyamán folyamatosan fennállt egy gyenge összeköttetés a szomszédos szigetcsoportokkal.

## Polinéz plainware korszak (Kr. e. 500 – Kr. u. 300)

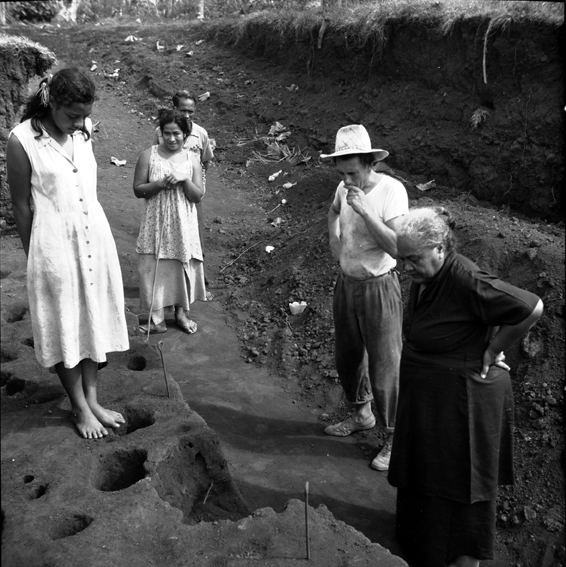
Jack Golson régész ásatása Vailelében, a leletek a polinéz plainware korszakból származnak

A polinéz plainware periódus Kr. e. 500-ban kezdődött, amikor radikális változások kezdődtek el az addig nagyobbrészt változatlan lapita társadalomban, gazdaságban, kerámiakészítésben, kultúrában és életmódban is. A szigetcsoportok közötti interakciók csökkentek, az addig jelentős kapcsolat a Fidzsi-szigetekkel teljesen megszűnt és ez a folyamat elindította az addig kulturálisan és nyelvileg homogén lapiták csoportokra tagolódását. A planinware elnevezés a korszak kerámia termékeinek sajátosságaira utal, a kifejezés jelentése minimálisan díszített óceániai agyagedény. A korszak jellemzője az élelmiszer termelés és tárolás fejlődése, ekkor jelent meg a vidéki területeken ma is használatos földbe ásott kemencék, valamint az élelmiszer tároló gödrök építése. A legfontosabb plainware kori régészeti leleteket Tutuila szigetén a Maloata-völgyben és az 'Aoa-völgyben tárták föl, ahol számos új típusú szalukapát fedeztek fel. A haszonnövény termelési technikák is fejlődtek, ennek következtében a lakosság növekedésnek indult. A falvak nagyobbakká váltak és számos új település jelent meg a tengerpart mentén és a szigetek addig érintetlen belső hegyvidéki esőerdőiben is. A túlnépesedés fenyegető problémává vált, emiatt felfedezők indultak kelet felé újabb lakható szigeteket keresve, ezt követően megindult a vándorlás az addig lakatlan Társaság-, valamint Marquises-szigetekre.

## Tradicionális Szamoa (300–1722)

### A tradicionális korszak Szamoán
A tradicionális Szamoa korszaka körülbelül 300-ban kezdődött el, amikor rejtélyes módon az addig magas szinten űzött kerámiakészítés megszűnt és a technika feledésbe merült. A szájhagyomány útján terjedt történetek nem adnak magyarázatot az eseményre, egyes feltételezések szerint elfogyott a kerámiákhoz felhasznált nyersanyag, mások szerint a munkaigényes agyagedények fölöslegessé váltak az egyszerűbb, növényi anyagokból készült tárolóedények mellett. Ehhez a korszakhoz kapcsolódik a társadalom nagyfokú átalakulása is, a népesség tovább növekedett és az addig társadalmilag legnagyobbrészt homogén szamoai népesség differenciálódni kezdett. Kialakult a fa'amatai, a hagyományos szamoai politikai rendszer, amelyet a közrendűek, nagycsaládok, különböző klánok és a nemesség összetett hálózata alkot. A szigetcsoport történelem előtti időszakára nem volt jellemző az erős, központosított politikai hatalom, a regionális törzsfők, a mataik nagy önállósággal rendelkeztek és többnyire adót fizettek a társadalmi hierarchia csúcsán álló nagy klánok valamelyikének. A társadalom átalakulása megjelent a településszerkezetben is, az addig egyforma kunyhók helyén megjelentek a törzsfőnöki udvartartás nagy és díszes házai, amelyeket a köznép és a mezőgazdaság épületei vettek körül. A közösségi munka szervezettebbé vált, ebben a korszakban épültek a szigetcsoport földdarabjain számos helyen megtalálható hatalmas halomsírok és az alakjuk után elnevezett csillaghalmok. A legfontosabb helyszín a Savai'i délkeleti hegyvidékén több száz kilogrammos kőtömbökből épült Pulemelei halom, amely 65 x 60 méteres alapterületével és 12 méteres magasságával kiemelkedik környezetéből. A nagyobb településeket kavicsokkal, vagy kőlapokkal fedett utakkal kötötték össze. Fontos változást hozott a szamoai építészetben, hogy megjelentek a katonai céllal épült épületegyüttesek és erődítmények, amelyeket általában nehezen megközelíthető domb és hegycsúcsokon létesítettek és védőárkokkal, valamint erős kőfalakkal vettek körül.

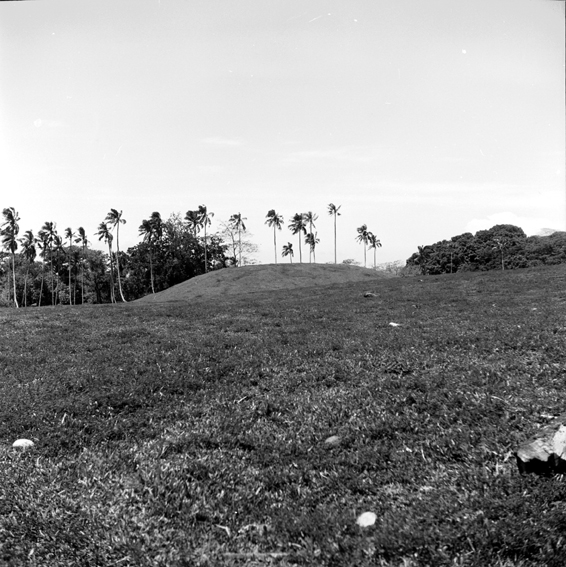
Az Ak Uni halom Vailele mellett
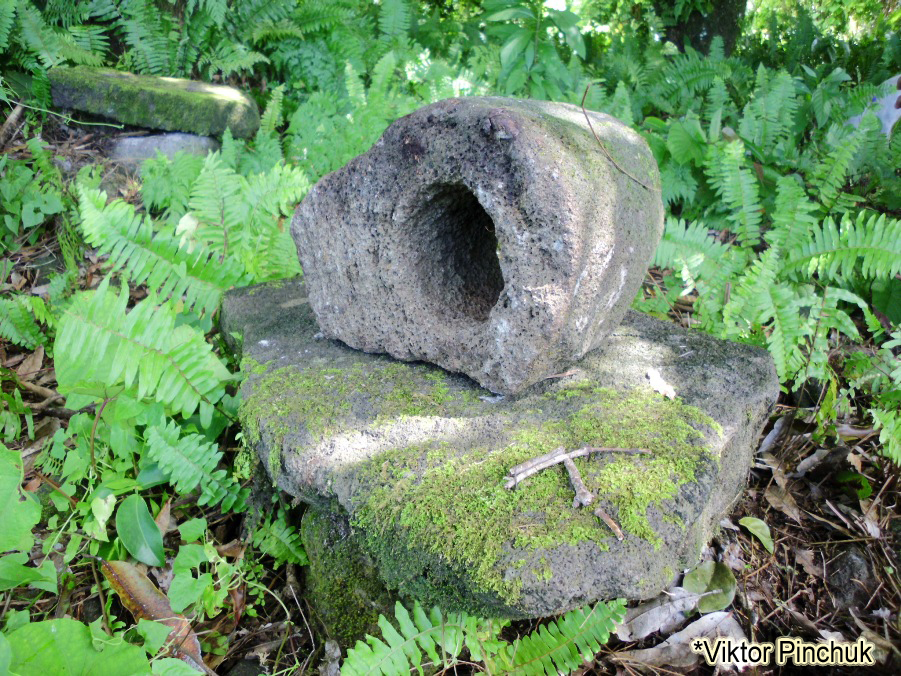
Faragott kövek a Pulemelei halom mellett

### Tengeri birodalmak

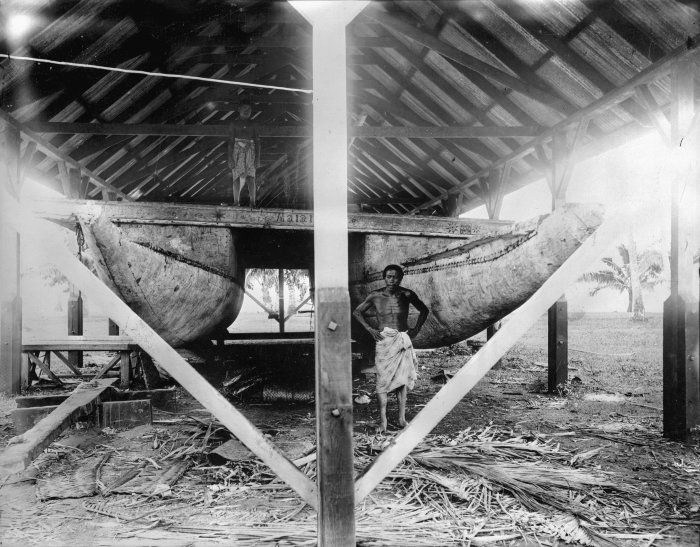
Tengerjáró szamoai vitorlás kenu, a Vaʻa tele. Ilyen típusú hajókkal zajlott a kereskedelem Polinéziában, a fénykép 1910-ben készült, a képen látható vitorlás még építés alatt áll.

A tradicionális korszakban a korábbi periódusokhoz képest sosem látott mértékben fellendült a kereskedelem az óceániai szigetcsoportok között. A régészeti leleteknek köszönhetően az áruk áramlása jól dokumentált folyamat, az egyes szigetek számos esetben egészen specializálódtak egyfajta termék készítésére, amelyet aztán az óceánt járó teherszállító vitorlás kenuk segítségével juttattak el a több száz, vagy akár ezer kilométer távolságban fekvő célállomásra. A Szamoa-szigetek a különlegesen jó minőségű bazalt szalukapák minél nagyobb mennyiségű előállításra specializálódtak, a termelés központjává Tutuila szigete vált. A szamoai kőeszközök a legtöbb dél-csendes-óceáni ásatáson előkerültek. A szalukapák exportjáért cserébe a környező szigetcsoportokról kéregből készült ruhák, rabszolgák, finom szövésű szőnyegek, hajók, szantálfa, díszes fatálak és fegyverek, valamint csereeszközként használt vörös tollak érkeztek Szamoára, nagy mértékű gazdasági fellendülést hozva.

#### Tui Manu'a tengeri birodalom
A kereskedelmi kapcsolatok erősödésével előtérbe került a nemzetközi politika, kialakult a gyakorlat, hogy a különböző szigetcsoportok nemessége házasságokat kötött, hogy kereskedelmi érdekeltségeit megerősítse a távoli földdarabokon is. Ennek köszönhetően Óceániában kialakult egy közös politikai élet a szigeteket elválasztó hatalmas távolságok ellenére. A tradicionális korszak kezdetén először egy Fidzsin székelő klán, a Tui Pulotu föderáció vált uralkodóvá a térségben, amelynek érdekszférájába tartozott Szamoa is. A fidzsi központi hatalom gyengülésével párhuzamosan lázadások törtek ki Szamoán és Tongán is, amely végül a Tui Pulotu bukásához vezetett. A hatalmi űrt kihasználva építette ki birodalmát a szamoai Tui Manu'a-dinasztia. A hagyományosan a Szamoa-szigetek három legkeletibb apró tagját, a Manu'a-szigeteket birtokló klán erős hadiflottája segítségével először Szamoára terjesztette ki hatalmát, majd a tengeri kereskedelmi útvonalak fölött vette át az uralmat. A hadsereg expedícióival sorban foglalta el a környező szigeteket, hatalmának csúcspontján a birodalom közvetlenül irányította Tongát, Niuét, a Marquises-szigeteket, Fidzsi egyes részeit, Rotumát, a Cook-szigeteket, Wallis és Futuna szigeteit, Tokelaut és Rurutut. A kereskedelmi kapcsolatok ennél is messzebbre terjedtek ki, tutuilai kőeszközöket feltártak a Salamon-szigeteken és Mikronéziában is. A szamoaiak a Tui Manu'a birodalmat többnyire Manuatele, vagyis Nagy Manua, máskor Faleselau, vagyis a Százak Háza néven emlegették.

#### Tonga Birodalom

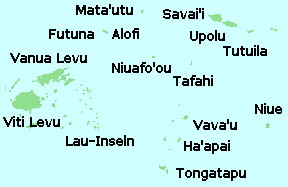
A Tonga Birodalom kiterjedése fénykorában. Az államalakulat flottájával több mint 500 000 km^{2} óceánt ellenőrzött és befolyása akár több ezer km-re fekvő szigetekre is elért.

A Tui Manu'a birodalom a fénykorát jelentő 9. század után hanyatlásnak indult, a távolabbi szigetek fölött elveszítette a kontrolt és a magterületekhez közelebb eső szigetcsoportokon is lázadások törtek ki a szamoai uralom ellen. A végső csapást Tonga függetlenné válása jelentette, Tongatapu szigete 950-ben egy regionális viszonylatban különösen véresnek számító háborúban űzte el a szamoai erőket. Az újonnan létrejött Tu'i Tonga Birodalom első királya, az egyébként apai ágon szamoai nemesi származású ‘Aho’eitu egy erős, központosított hatalommal rendelkező, agresszívan terjeszkedő államot hozott létre. A 10. tongai király, Momo uralkodása alatt volt birtokaival együtt Szamoa is a birodalom részévé vált. A 13-14. századra a birodalmat meggyengítették a belső lázadások és az uralkodó dinasztián belül dúló viszályok és a helyzetet kihasználva a Malietoa klán hadseregével kiűzte a tongaiakat a szigetcsoportról. A belső válság következtében Tongán 1470-ben új dinasztia került hatalomra, a Tuʻi Haʻatakalaua, amelynek tagjai az évtizedek során beházasodtak a szamoai nemesi családokba és utódaik már szamoaiként nőttek föl, emiatt idővel még a tongai királyi udvart is Upolura helyezték át. Ennek az állapotnak 1600-ban egy puccs vetett véget, amikor a Tuʻi Kanokupolu-dinasztia vette át a hatalmat.

## Kapcsolatfelvétel az európaiakkal (1722–1886)

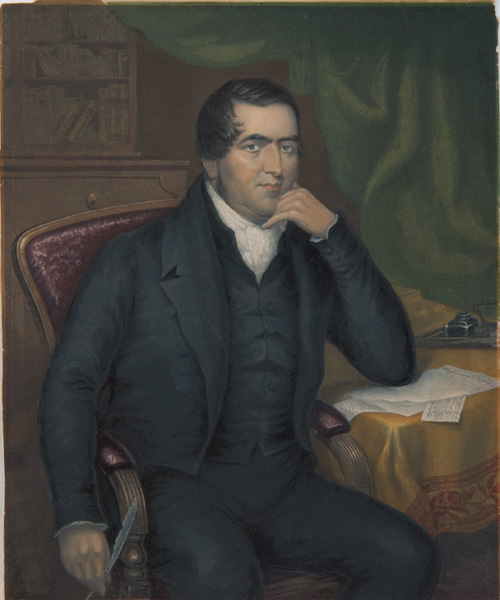
John Williams misszionárius, Szamoa hittérítője

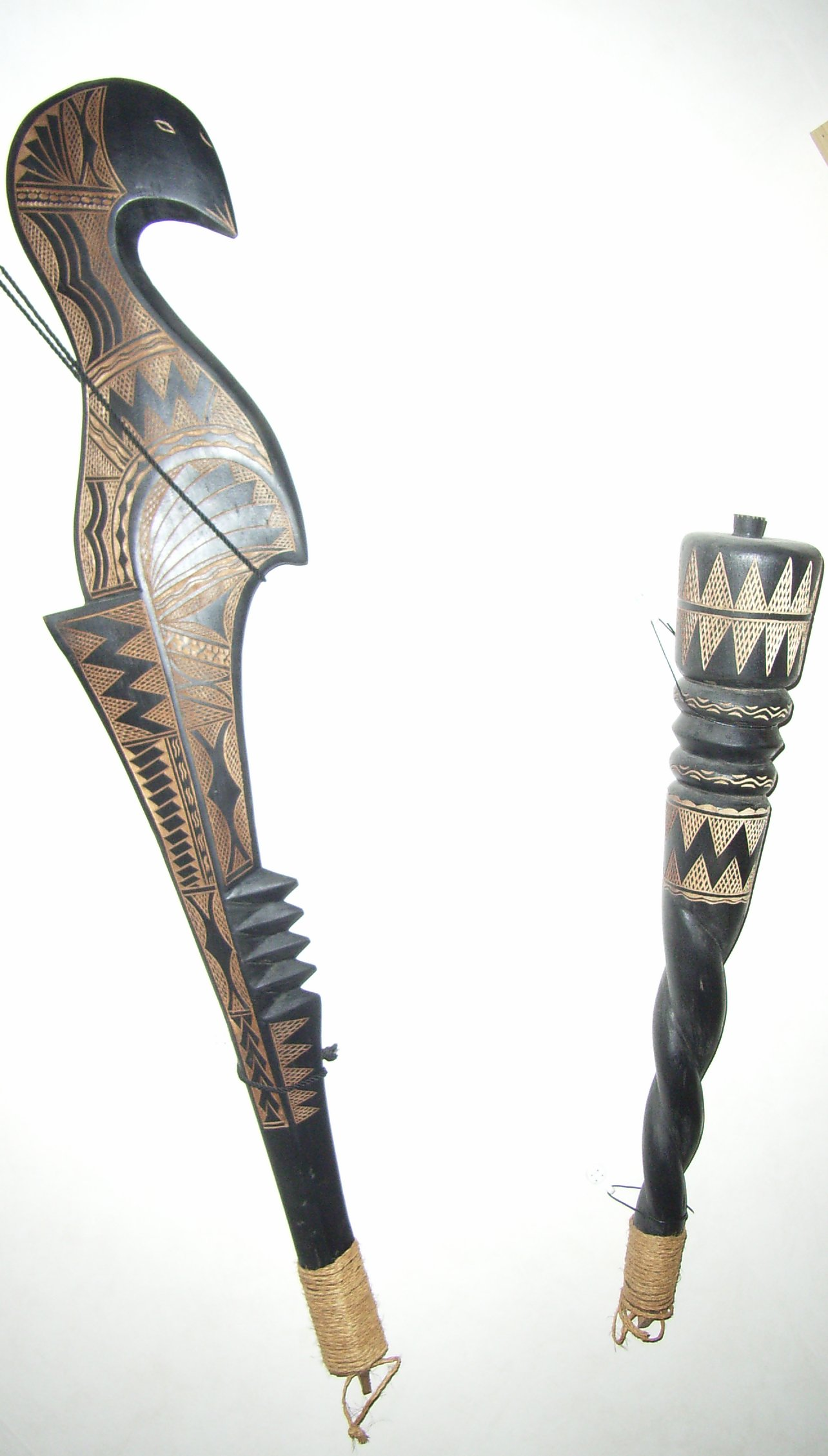
Fából készült jellegzetes hagyományos szamoai kézifegyverek

Az első európai felfedező, aki megpillantotta Szamoát, Jakob Roggeveen holland utazó volt, aki 1722-ben hajózott el a ma Amerikai Szamoához tartozó Manu'a-szigetek mellett, de nem tudott partra szállni. 1787-ben a francia Jean La Pérouse expedíciót vezetett a szigetekre, de a kapcsolatfelvétel a helyi lakossággal balul sült el és a Tutuila északi részén, a Fagasā-öbölben partra szálló tengerészeket megtámadták a bennszülött harcosok. A csatában 12 tengerész halt meg, valamint 39 szamoai. Az incidenst követően az európai hajók évtizedekig elkerülték Szamoát. La Pérouse Navigátor-szigeteknek nevezte el a szigetcsoportot, az összecsapás nyomán Tutuilát pedig Mészárlás-szigetnek.
A szamoaiak az első európaiak érkezésekor úgy vélték, hogy a nagy hajók egyenesen az eget és a tengert elválasztó résből bukkannak elő, ezért a papalagi elnevezéssel illették őket, amely magyarul szabad fordításban körülbelül „égviharzók”-at jelent. A szó rövidült változata, a palagi napjainkban is a fehérek szamoai neve.
A tényleges európai jelenlét a Szamoa-szigeteken csak 1830-ban kezdődött el, amikor az afrikai és az óceániai hittérítést végző Londoni Missziós Társaság misszionáriusa, John Williams kíséretével partra szállt Savaiʻi szigetén. A hittérítő érkezésekor zűrzavaros állapotok uralkodtak a szigeteken, különböző nemesi családok szövetségei harcoltak egymás ellen kisebb lokális háborúk során. Az összecsapások legtöbbször különböző területek fölötti uralomért zajlottak, más esetben a vérbosszú motiválta a támadást. A 19. századi Szamoa politikai életét a négy nagy nemesi ház, a Tupua Tamasese, a Malietoa, a Mata'afa és a Tuimaleali'ifano klán versengése határozta meg. Az 1830-as évek elején éppen az évszázadokkal korábban a tongaiak legyőzésével hírnevet szerző Malietoa ház rendelkezett a legnagyobb hatalommal, a szigetcsoport többi klánja is elismerte elsőbbségét.
John Williams az első missziós állomást a szigetek felderítése után végül az Apolima-szorosban fekvő apró szigeten, Manonón állította fel. Az ott székelő tekintélyes helyi nemesi klán, az Aiga i le Tai, magyarul a Tenger Családja kenuflottájával védelmet biztosított a misszionáriusok számára az ellenséges szárazföldi klánoktól és segített kapcsolatokat kialakítani a legmagasabb rangú szamoai nemesekkel. John Williams így került kapcsolatba Malietoa Vainu’upóval, a Malietoa-dinasztia fejével és sikeresen megtérítette az uralkodót. Vainu’upót valószínűleg az is motiválta a kereszténység felvételében, hogy reménykedett egy esetleges európai fegyverszállítmányban, amellyel megerősítheti hatalmát. A következő évtizedben a szamoai lakosság gyorsan és nagyobb ellenállás nélkül fölvette a kereszténységet. A szigetcsoporton a John Williams által képviselt protestáns kongregacionalista irányzat vált uralkodóvá, napjainkban is ez a legnagyobb felekezet Szamoán és Amerikai Szamoán is.
Az 1850-es évektől kezdődően megindult az európai betelepülés, amely először Upolu szigetén, az Apiai-öböl partvidékén koncentrálódott. Legnagyobb számban német betelepülők érkeztek. A szamoai őslakosság eleinte előnyösnek találta az európaiakkal folytatott kereskedelmet, azonban ahogy egyre több bevándorló érkezett, megerősödött a szamoai fehér amerikai, német és angol lobbi is, amely azt szerette volna elérni, hogy anyaországa gyarmatosítsa a szigetcsoportot. Az USA 1878-ban szerződést írt alá a tutuilai klánokkal, amelynek értelmében haditengerészeti bázist létesíthetett a mai Pago Pago melletti öböl partján. A szerződést több hasonló követte mind az amerikaiak, mind a németek részéről.
A szigetek leghíresebb európai telepese Robert Louis Stevenson skót származású regényíró, A kincses sziget alkotója volt. A művész családjával még a német gyarmatosítás előtt, 1889-ben telepedett le az Apia melletti Vailimában, ahol felépítette villáját. Az író nagy népszerűségnek örvendett mind a fehérek, mind az őslakosok körében, csendes-óceáni témájú művei miatt a mai napig a szamoai kultúrtörténet legmeghatározóbb alakjai között tartják számon.

## Szamoai polgárháborúk (1886–1899)

### Első szamoai polgárháború (1886–1894)

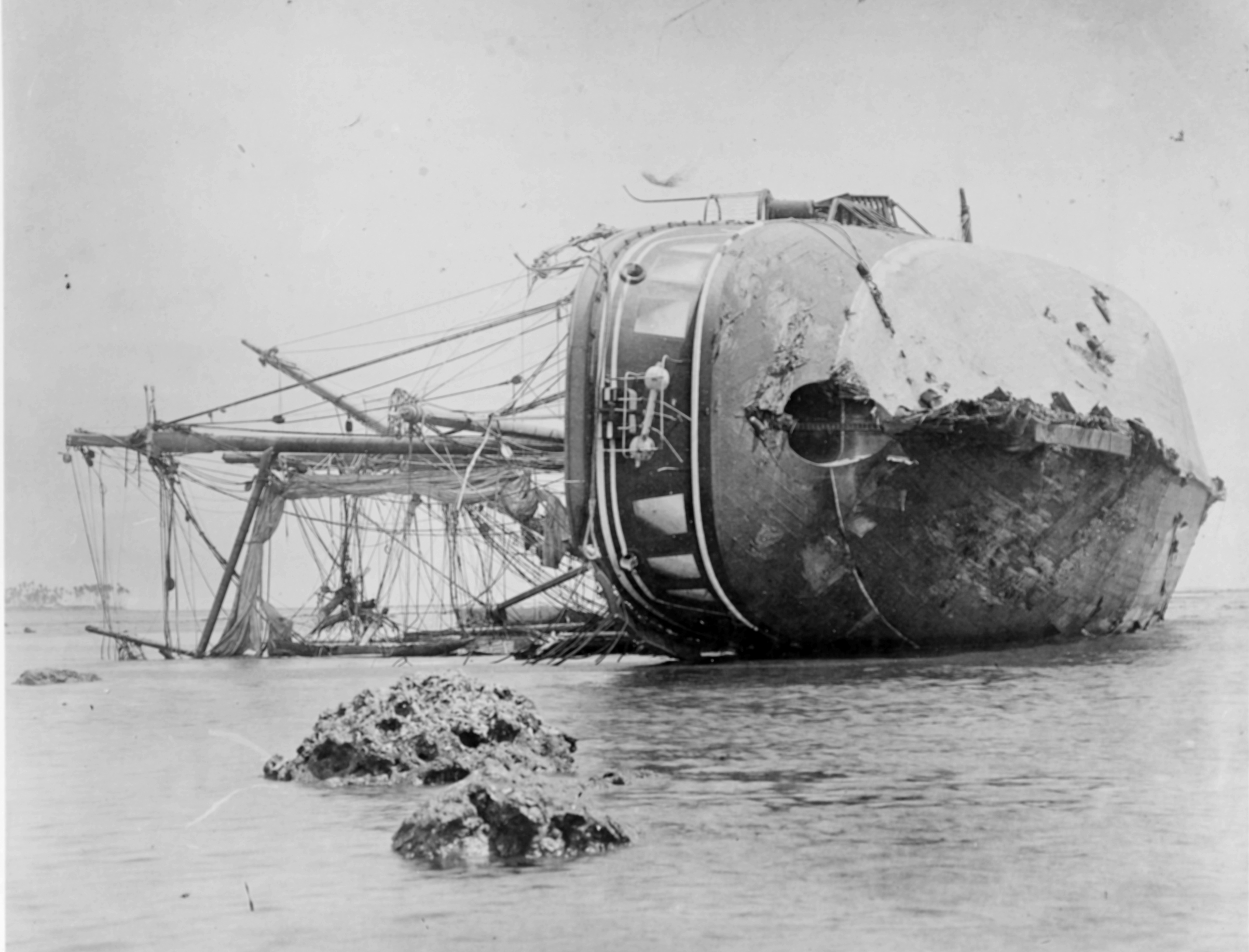
A német SMS Adler hadihajó roncsai Apiánál az 1899-es ciklon után

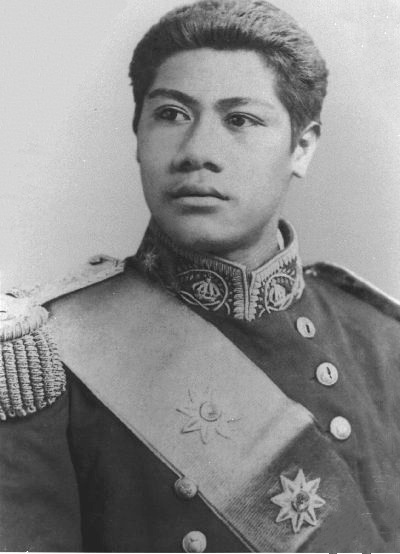
I. Malietoa Tanumafili király (1898–1939)

Nem sokkal azt követően, hogy Németország egységes nemzetállamként egyesült, elkezdődött a német gyarmatbirodalom villámgyors kiépítése, amely minden, addig még más európai nagyhatalom által nem gyarmatosított terület felé irányult. A terjeszkedés célpontjává vált Szamoa is, amely a jelentős német kolóniája, valamint a csendes-óceáni gőzhajózásban betöltött központi szerepe révén hamar célkeresztbe került. Hasonló megfontolások miatt az Egyesült Államok is tervbe vette a szigetek annektálását, valamint az Egyesült Királyság is bejelentette a Szamoára vonatkozó területi igényeit. Németország számára kapóra jött az 1886-ban kitört szamoai konfliktus, amikor a Tupua Tamasese klán fellázadt a Malietoa-dinasztia uralma ellen. A németek területi koncessziókért és előnyös kereskedelmi szerződésekért cserébe megegyeztek a lázadókkal, hogy támogatják őket. A birodalom három hadihajót küldött a térségbe és modern fegyverekkel látta el a törzsi harcosokat. Ez sértette a Malietoával jó kapcsolatot ápoló amerikaiak érdekeit és ők is három csatahajót küldtek Szamoára. Amíg a szigeteken a dzsungelben zajlottak a harcok, addig a két flotta farkasszemet nézett egymással hónapokon át. A pattanásig feszült helyzetnek 1899-ben egy hatalmas ciklon vetett véget, a pusztító viharban mind a hat, a konfliktusban érintett hadihajó elsüllyedt, egyedül a britek helyszínen tartózkodó csatahajója maradt épségben. A katasztrófában több mint 100 német és 53 amerikai tengerész halt meg, az esemény véget vetett a háborúnak.

### Második szamoai polgárháború (1899)
A béke nem tartott sokáig, a németek támogatásával fellázadt egy befolyásos helyi nemes, Mata’afa a fiatal Malietoa-király, Tanumafili ellen. Harca kezdetén jelentős sikereket ért el, sorban pusztította el az angol és amerikai ültetvényeket, valamint a király is menekülni kényszerült. Az angol és az amerikai flotta válaszul bosszúhadjáratba kezdett, sorban szétágyúzták a part menti falvakat, a szigeteket pedig géppuskás különítmények fosztogatták és terrorizálták. A háborút végül az amerikaiak nyerték és a nagyhatalmak összeültek megtárgyalni a szigetek további sorsát.

### A szigetcsoport felosztása (1899)
1899 végén a két európai nagyhatalom és az USA képviselői Berlinben egyeztek meg a szigetcsoport felosztásáról. A határt a 171. szélességi foknál húzták meg, a keletre eső szigeteken, vagyis Tutuilán és a Manu'a-szigeteken az amerikaiak hozták létre adminisztrációjukat Pago Pago fővárossal, míg a két nagy nyugati szigetet, Savaiʻit és Upolut Németország gyarmatosította Apia székhellyel. Néhány nyugat-afrikai és melanéziai területért cserébe Nagy-Britannia lemondott a követeléseiről. A szamoai bennszülötteket nem vonták be a döntéshozásba.

## Német Szamoa (1899–1914)

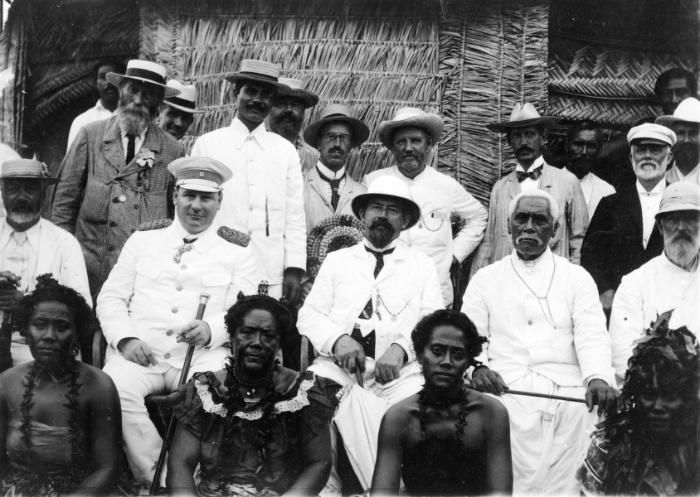
Wilhelm Solf kormányzó (középen) kíséretével

Német Szamoa volt az egyetlen német protektorátus a térségben, amelyet nem Új-Guineáról kormányoztak. A gyarmat első kormányzójává Wilhelm Solfot nevezték ki. A német uralom kezdetén Szamoa lakossága 33 000 bennszülöttből, valamint körülbelül 600 külföldiből állt, amelyből alig 284 volt német. Solf irányítása alatt a terület gyorsan és békésen fejlődésnek indult, köszönhetően az ültetvényeken termelt gumi, kakaóbab és kókuszdió exportjának. A kormányzó jó kapcsolatot ápolt a bennszülöttekkel, találkozásaikkor betartotta a szamoai etikett szabályait, de nem engedte megerősödni a helyi nemességet. Solf igyekezett egy modern állam alapjait megteremteni a szigeteken, iskolák épültek a bennszülött gyermekek alapszintű oktatásához és megalakult az első kórház is, ahol már szamoai ápolók dolgoztak. Komoly infrastrukturális beruházások valósultak meg, a korban kiemelkedően jónak számító úthálózatot építettek ki Savai'in és Upolun. 1905-ben Savai'i szigetét katasztrófa sújtotta, a Matavanu vulkán kitörése 5 falut pusztított el a sziget északi partján. 1908-ra a gyarmat önellátóvá vált, nem szorult már rá a Berlinből érkező segélyekre. Wilhelm Solf sikereire Németországban is felfigyeltek, 1910-ben hazahívták és gyarmatügyi miniszterré nevezték ki, később 1918-ban rövid ideig külügyminiszter is volt. A következő kormányzó Erich Schultz lett. A gyarmaton a békés viszonyok miatt a németek nem állomásoztattak katonai egységeket, a rendet egy bennszülöttekből álló rendőri különítmény tartotta fenn. Amikor kitört az első világháború, Új-Guineával ellentétben Szamoa 1914. augusztus 29-én harc nélkül megadta magát a partraszálló új-zélandi expedíciós csapatoknak.

## Nyugat-szamoai Gyámsági Terület (1914–1962)
Az első világháború alatt és a következő években a britek katonai megszállás alá vonták a szigeteket, amelyet Új-Zélandról kormányoztak. 1918-ban Szamoára is megérkezett a spanyolnáthajárvány, miután egy új-zélandi hajó, a Talune fertőzött legénysége partra szállt. A betegség villámgyorsan elterjedt, mintegy 8500 szamoai halt meg, a teljes lakosság 22%-a. Az esemény hatására a helyi lakosság körében megnőtt az Új-Zéland-ellenesség, a katonai kormányzót, Robert Logan ezredest hibáztatták a járvány elterjedéséért. 1920-ban döntés született a terület fennhatóságának kérdéséről, Szamoa a Népszövetség C-típusú mandátumterületévé vált, létrejött a Nyugat-szamoai Gyámsági Terület. A katonai igazgatást polgári adminisztráció váltotta fel, a végrehajtói és a törvényhozói hatalmat a Wellingtonból közvetlenül kinevezett adminisztrátor gyakorolta. Az új-zélandi kormányzat állandó forráshiánnyal küzdött és csak akadozva tudta ellátni szamoai kirendeltségét a szükséges felszereléssel. A kinevezett adminisztrátorok jellemzően katonai háttérrel rendelkeztek és többségük megvetette az alsóbbrendűnek tartott szamoai kultúrát. A népszerűtlen intézkedések, például a lakosságra erőltetett földreform és egyes bennszülött ünnepségek tiltása, növelték a lakosság ellenállását és megalapozták a függetlenségi mozgalom erősödését.
A szamoai függetlenségi mozgalom, a Mau már a német uralom alatt elkezdődött szerveződni, de az új-zélandi fennhatóság váltott ki először heves tiltakozásokat. 1927 márciusában alakult meg az ellenzéket tömörítő elszakadáspárti Szamoai Liga, amelynek vezetője a svéd–szamoai félvér Olaf Nelson lett. A mozgalom hamar rendkívül népszerűvé vált és hamarosan egy, az indiai függetlenségi mozgalomhoz hasonló erőszakmentes polgári ellenállási mozgalom kezdődött el Nyugat-Szamoán. A szamoaiak bojkottálták a közigazgatás működését és sztrájkoltak a termőföldeken. Az új-zélandi hatóságok válaszul egyre erőteljesebb rendőri fellépést alkalmaztak és Nelsont száműzték Új-Zélandra. A legsúlyosabb incidens 1929. december 28-án történt, az esemény a „fekete szombat” elnevezést kapta. Egy apiai Mau-tüntetésen az új-zélandi rendőrök revolverükkel tüzet nyitottak, hogy szétoszlassák a tömeget. A feldühödött tüntetők ezt követően meglincseltek egy rendőrt, majd a rendőrállomáshoz vonultak, ahol a rémült rendfenntartók először figyelmeztető lövéseket adtak le egy géppuskával, majd puskáikkal a tömegbe lőttek sortüzet. Az incidens során meghalt a Mau-mozgalom legjelentősebb alakja, III. Tupua Tamasese Lealofi is, aki éppen a zavargókat igyekezett lecsillapítani, amikor egy puskagolyó eltalálta.
1935-től kezdődően enyhült a szembenállás, Nyugat-Szamoa autonómiát kapott és Olaf Nelson is hazatérhetett. A elszakadás lassú folyamatát a második világháború után megalakult ENSZ nyomása erősítette fel, amely elősegítette a dekolonizációt. Nyugat-Szamoa függetlenségét végül 1962 január 1-jén kiáltották ki, az új ország első társállamfői Tupua Tamasese Maeole és II. Malietoa Tanumafili lettek, miniszterelnöknek II. Mata'afa Mulinu'ut nevezték ki. Mind a három politikus a négy legmagasabb rangú hagyományos nemesi család képviselője volt.

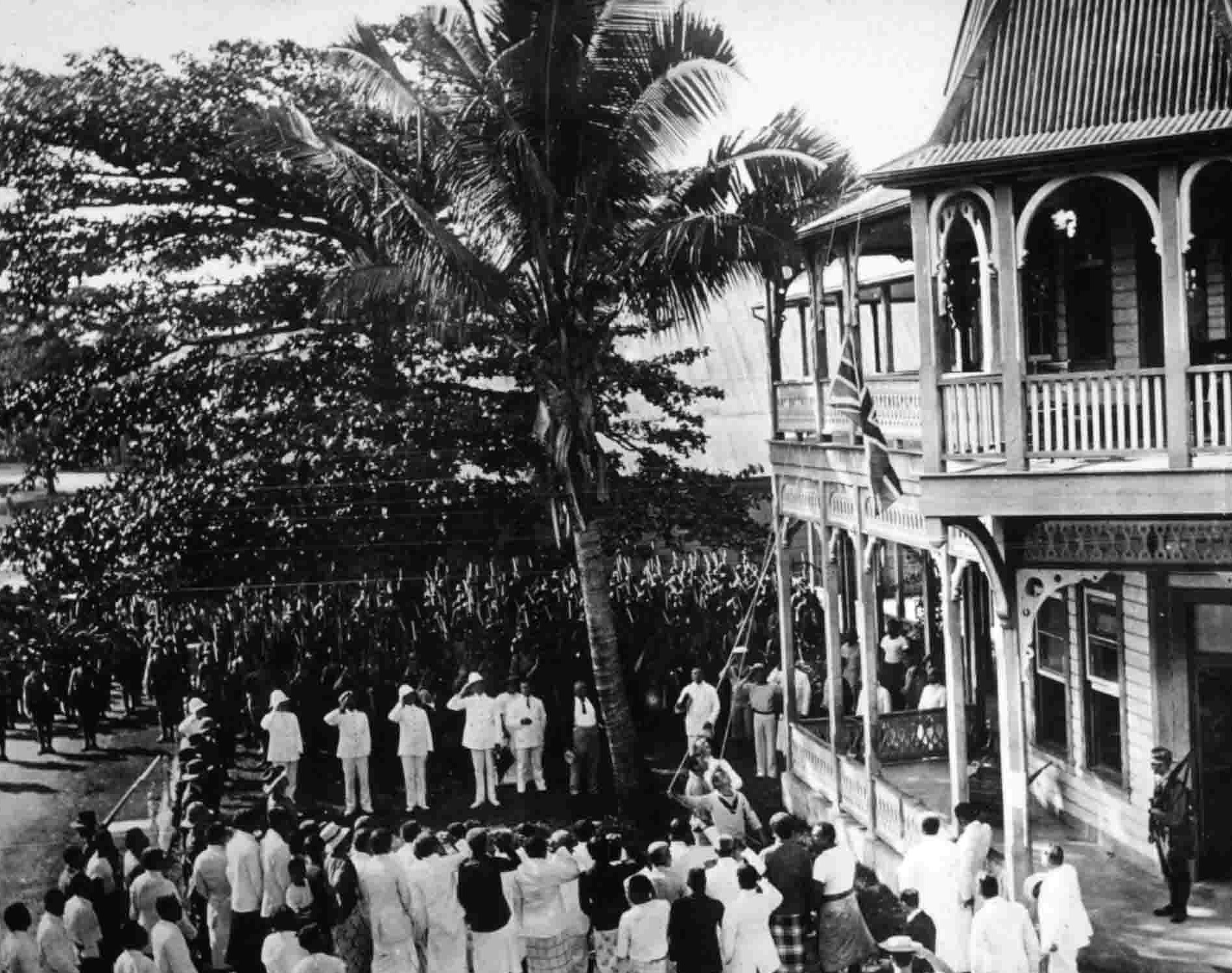
A brit zászló felvonása Apiában Szamoa megszállásakor 1914-ben
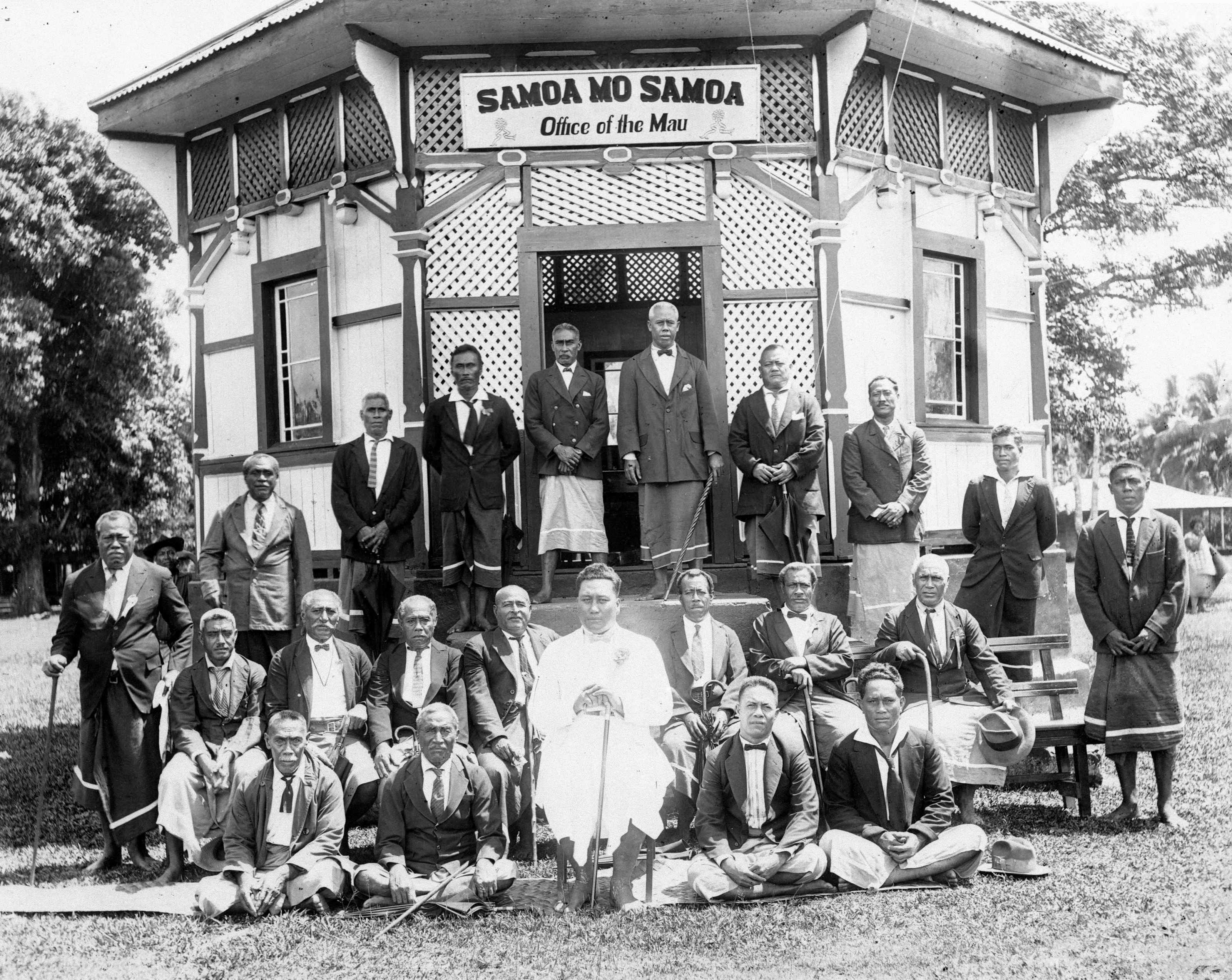
A Mau mozgalom vezetői 1929-ben, középen fehér ruhában a mozgalom legfontosabb alakja, III. Tupua Tamasese Lealofi ül
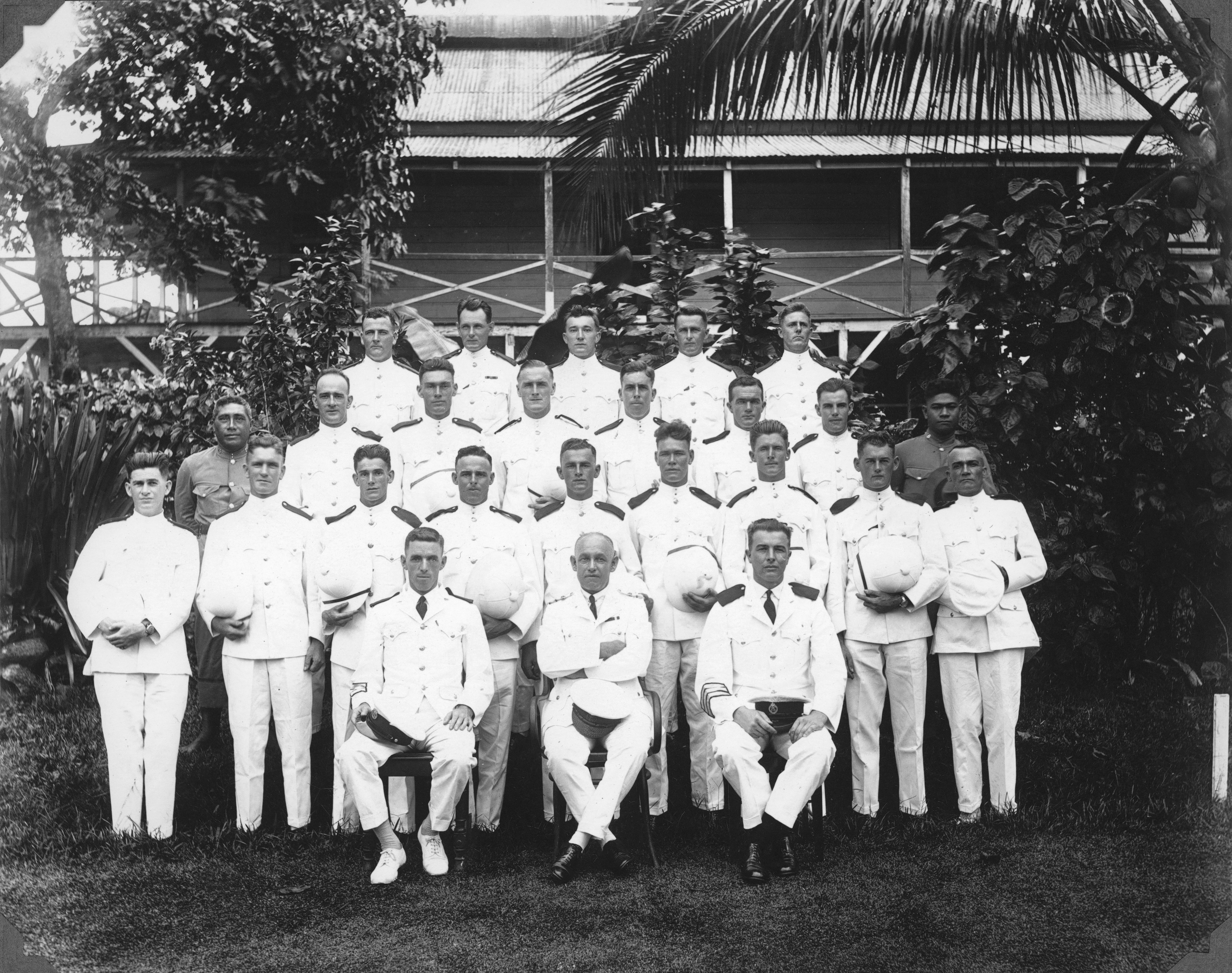
Az új-zélandi rendőrség a Mau-felkelés idején

## Szamoa független országként (1962–napjainkig)
Szamoa a csendes-óceáni térség első független polinéz állama lett, a Nemzetközösséghez 1970-ben csatlakozott, az ENSZ-nek 1976-ban lett tagja. A függetlenné válás után az államforma egy westminsteri típusú parlamentáris demokrácia lett, amelyet a hagyományos szamoai jog néhány elemével egészítettek ki. Ennek értelmében a szamoai parlament, a Fono tagjait 5 évente választják, a parlamenti képviselői helyekért a falvak tradicionális vezetői, a matai-k indulhatnak. A kezdetben fagyos viszony után az ország barátsági szerződést írt alá Új-Zélanddal, amely jelenleg a hadsereg nélküli állam védelmét biztosítja.

### Politikai élet

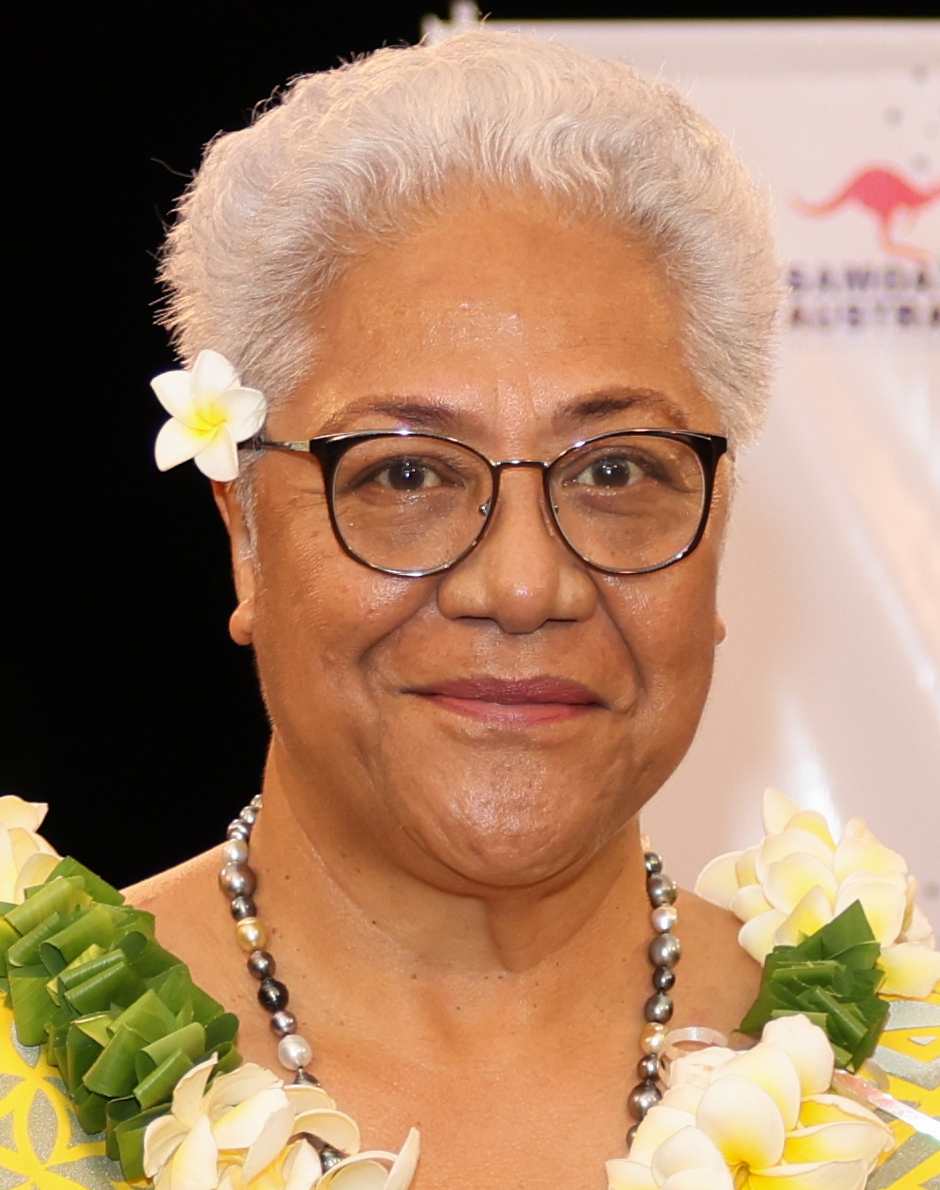
Fiamē Naomi Mataʻafa 2021 óta Szamoa miniszterelnöke

A szamoai politikai életet kezdetben a független politikusok határozták meg. II. Mata'afa Mulinu'u a függetlenség kikiáltása után egy rövid megszakítással 12 évig volt miniszterelnök, 1975-ös halála után pozícióját IV. Tupua Tamasese Lealofi, majd a szintén független jelöltként induló Tui Atua Tupua Tamasese Tupuola Efi vette át. 1979-ben Va'ai Kolone vezetésével megalakult az Emberi Jogok Védelme Párt (Human Rights Protection Party, HRPP) amely meg is nyerte az 1982-es választásokat. Kolonét követően Tofilau Eti Alesana került a párt és az ország élére. 1990-ben egy népszavazást követően bevezették az általános választójogot. A HRPP új vezetője 1998-ban Tuilaepa Aiono Sailele Malielegaoii lett, akinek vezetése alatt a párt egészen 2016-ig minden választást megnyert többségi kormányt alakítva. Tuilaepa ellen megosztó politikai tevékenysége miatt több alkalommal is merényletet kíséreltek meg. 1999-ben a nőügyi miniszter Leafa Vitale és a távközlésügyi miniszter Toi Aukuso meggyilkoltatták a munkaügyi minisztert, Luagalau Levaula Kamut és merénylőjük rálőtt a miniszterelnökre is. A szamoai rendőrség 2010-ben és 2019-ben újabb, Tuilaepa ellen irányuló gyilkossági kísérleteket előzött meg.
2021-ben a parlamenti választásokon nagyon szoros eredmény született, a HRPP és legnagyobb kihívója, a kereszténydemokrata Faʻatuatua i le Atua Samoa ua Tasi (FAST) párt is egyaránt 25-25 helyet nyert az országgyűlésben, egy helyet pedig egy független képviselő foglalt el. A választások után a szamoai választási bizottság úgy határozott, hogy a HRPP még egy képviselője bejuthat a parlamentbe, hogy teljesüljön az előírt női kvóta, erre válaszul a független képviselő a FAST frakciójához csatlakozott, ismét döntetlent eredményezve. Mindkét fél bejelentette a saját győzelmét. Az ország államfője úgy határozott, hogy feloszlatja a parlamentet és új választásokat ír ki, azonban a legfelsőbb bíróság felülírta a döntést és érvénytelennek mondta ki a plusz egy HRPP-s képviselő kinevezését, az ellenzéki FAST-ot nevezve meg győztesként. A bíróság döntése véget vetett az alkotmányos válságnak és Tuilaepa helyett a FAST vezetője, Fiamē Naomi Mataʻafa lett az új miniszterelnök.

### Gazdaság
A főképp mezőgazdaságra épülő szamoai gazdaság a '60-as évektől egészen 1990-ig stabilan növekedett, elsősorban a technológia fejlesztésének és a turizmus beindulásának köszönhetően. 1990 februárjában az Ofa hurrikán hatalmas pusztítást végzett, az apró országban több mint 10 000-en veszítették el otthonukat. Még be sem fejeződött a károk elhárítása, amikor 1991 decemberében újabb vihar, a Val hurrikán döntötte romba a szigetek településeit, számos halálos áldozatot szedve. A két katasztrófa hatására a teljes szamoai infrastrukturális hálózat tönkrement, és a GDP mintegy 50%-kal csökkent, konzerválva az ország fejlődő, harmadik világbéli jellegét. A 90-es évek során további problémák jelentek meg, 1993-ban egy gomba okozta növénybetegség teljesen elpusztította az ország exportjának mintegy 50%-át produkáló taróültetvényeket, az összeomlás szélére sodorva a gazdaságot. 1994-ben az ország légitársasága, a Polynesian Airlines csődöt jelentett, amely jelentősen hátráltatta az idegenforgalom fejlődését, végül a kormányzatnak kellett megmentenie a válságba került céget. 1997-ben a törvényhozás megszavazta az ország nevének megváltoztatását Nyugat-Szamoáról Szamoára, hiába tiltakozott a lépés ellen a szomszédos Amerikai Szamoa, a szamoai örökség kisajátításával vádolva az államot. 1998-ban az addig jobb oldali közlekedéssel rendelkező ország áttért a bal oldali közlekedési rendszerre, hogy elősegítse a bal oldali közlekedésű Ausztráliával és Új-Zélanddal zajló kereskedelmet. Szintén a csendes-óceáni integráció jegyében zajlott le 2011-ben egy újabb változás, amikor az ország a dátumválasztó vonal keleti oldaláról a nyugatira lépett át. 2009 szeptember 29-én egy 8,1-es erősségű tenger alatti földrengés következtében cunami sújtotta a Szamoa-szigeteket. Az országban 149-en haltak meg és több mint 200 millió $ kár keletkezett.

### Kanyarójárvány
Szamoán a 2000-es évektől kezdve már a lakosság legnagyobb részét beoltották a fertőző betegségek ellen, azonban amikor 2018-ban Savai'i szigetén két ápolónő gondatlansága a kanyaró elleni vakcina beadása során két csecsemő halálát okozta, fellángoltak az oltásellenes indulatok. Hiába zárták börtönbe a két vétkes ápolónőt, a lakosság bizalma megrendült az egészségügyben és végül le is állították az oltási programot. Egy évvel később Új-Zélandról kanyaróval fertőzöttek utaztak az országba és a kitörő járványban végül 5700-an fertőződtek meg és 81-en hunytak el, az áldozatok legnagyobb része 4 év alatti kisgyermek volt.

## Amerikai Szamoa története (1899–napjainkig)
A háromhatalmi egyezmény után a szigetek keleti tagjait 1900-ban annektálta az USA, a terület az első évtizedekben a haditengerészet adminisztrációja alá tartozott, amely katonai bázist is működtetett Pago Pagóban. A kormányzók a haditengerészet tisztjei közül kerültek ki és közvetlenül az elnök nevezte ki őket. A poszt első birtokosa Benjamin Franklin Tilley parancsnok lett, a spanyol–amerikai háború veteránja. Vezetése alatt épült ki a gyarmati adminisztráció rendszere és létrehozta az Amerikai Egyesült Államok hadseregének őslakos szamoai osztagát, a Fita-Fita Gárdát. A katonai, vagy akár zenei pálya, amelyet a hadsereg tett lehetővé, sok szamoai fiatal számára tette lehetővé a karrierépítést. Az első világháború eseményei elkerülték Amerikai Szamoát. Amikor 1918-ban a szomszédos Nyugat-Szamoán is kitört a gyilkos spanyolnáthajárvány, a szigetek kormányzója, John Martin Poyer gyorsan reagált, teljesen lezárta a határokat és így a világon egyedülálló módon Amerikai Szamoát elkerülte a betegség. A határozott intézkedéseknek és az őslakosok jogainak tiszteletben tartásának köszönhetően a helyi lakosság alapvetően támogatta a gyarmati kormányzatot, így a szomszédos, új-zélandi irányítású Nyugat-Szamoával szemben nem alakult ki ahhoz fogható erős függetlenségi mozgalom és ellenállás. Kelet-Szamoán is létrejött egy helyi Mau-mozgalom, amely a szigetek elszakadását követelte, azonban a különböző bennszülött nemesi frakciók és a szigeteken élő függetlenségpárti fehér civil elit széthúzása miatt a katonai kormányzat könnyedén elnyomta a próbálkozásokat. A második világháború során Tutuila az amerikai hadsereg egyik legfontosabb csendes-óceáni bázisává vált, 1942-ben csaknem 15 000 katona állomásozott itt, amely meghaladta a teljes civil lakosság létszámát. A szigetek nem váltak harctérré, egy kisebb tengeralattjáró-támadást leszámítva a japánok nem mértek csapást a területre. A háborút követően Amerikai Szamoa elveszítette stratégiai szerepét, 1951-ben a haditengerészeti bázis is bezárt. A korlátozott helyi munkalehetőségek miatt szamoaiak tömegei vándoroltak ki Hawaiira, vagy a szárazföldi Egyesült Államokba. A helyi autonómia mozgalom egyre erőteljesebbé vált, amelynek hatására a szigetek végül nem tagozódtak be az Egyesült Államokba Hawaiihoz hasonlóan, hanem külbirtokként létrehozhatták saját törvényhozó testületüket, az Amerikai Szamoai Fonót. Az első demokratikusan választott kormányzó Peter Coleman lett, aki 1977-ben foglalta el hivatalát és 1981-től kezdődően már egy szavazati joggal nem rendelkezhető küldöttet is delegálhat a terület lakossága a Képviselőházba.

A 2009-es cunami Szamoához hasonlóan Amerikai Szamoán is nagy pusztítást végzett, számos halálesetet okozva.

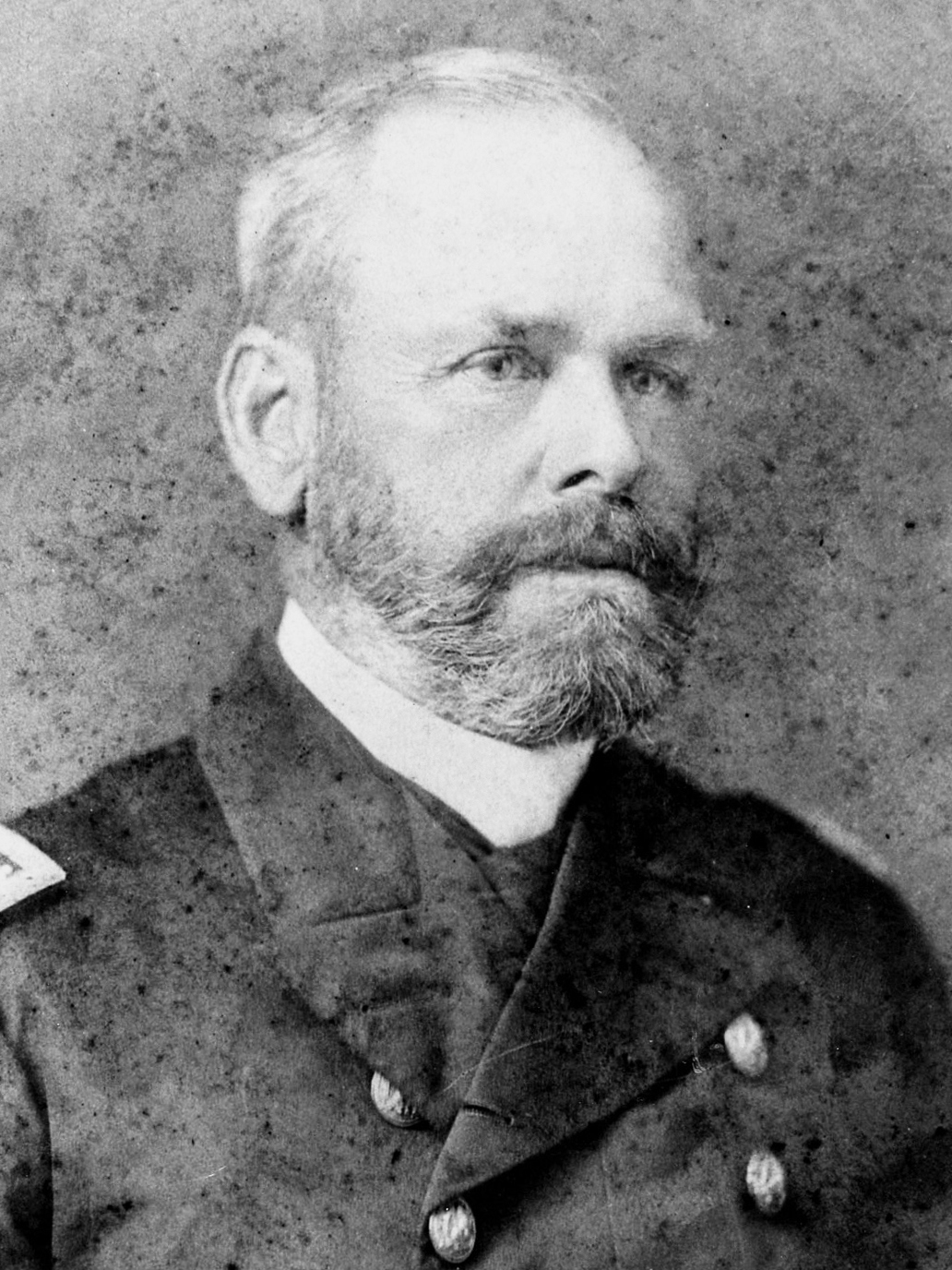
Benjamin Franklin Tilley parancsnok, Amerikai Szamoa első kormányzója
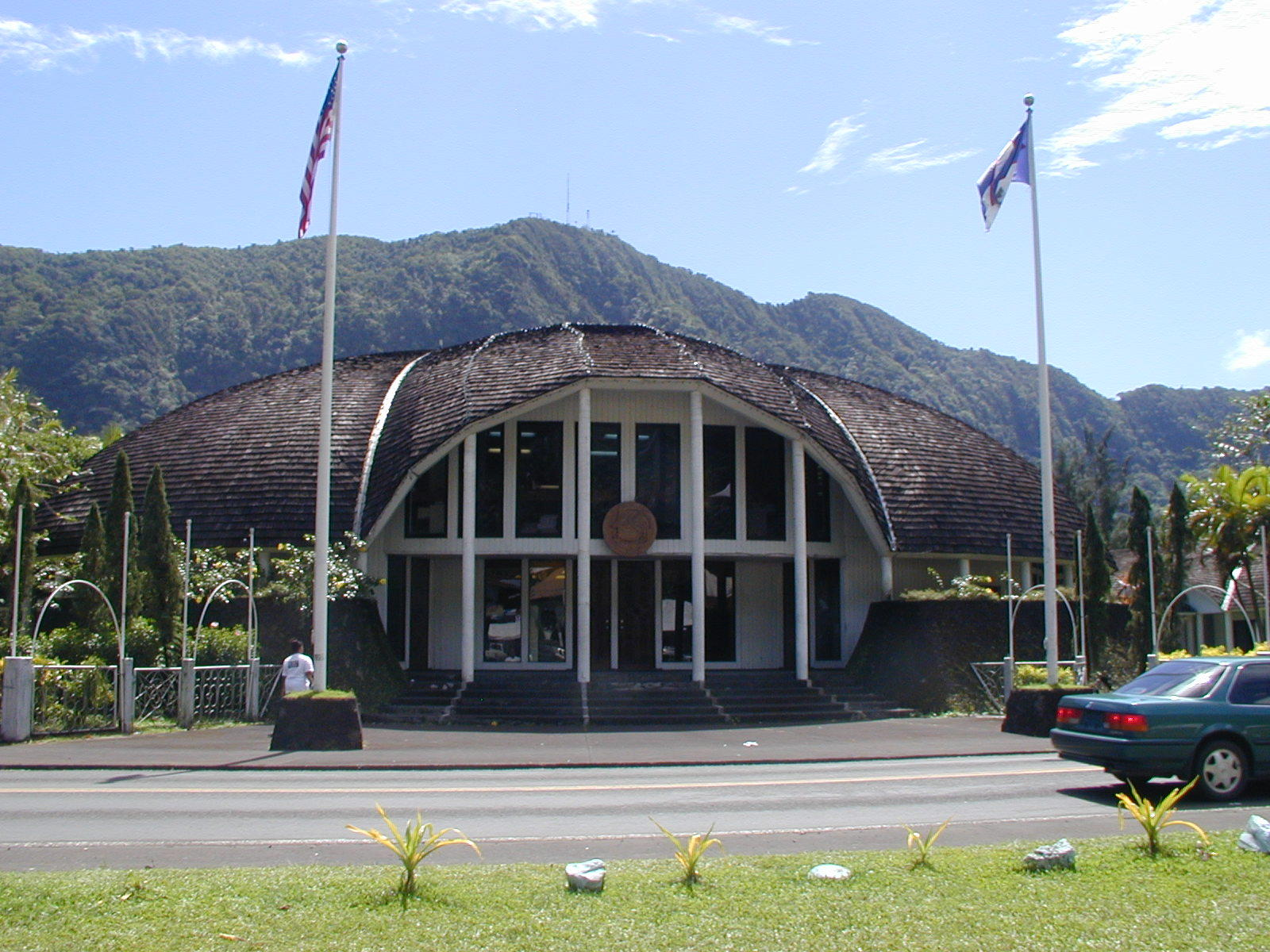
Az Amerikai Szamoai Fono épülete

## A szamoai diaszpóra történelme
A szamoaiak kivándorlása Új-Zélandra már a 20.század elején elkezdődött, azonban a tömeges migráció 1950-ben vette kezdetét, amikor az Új-Zélandról igazgatott Nyugat-Szamoáról évente több ezren indultak munkát keresni a gyarmatot kezelő országba. Az 1950-es és '60-as években szívesen fogadták az olcsó munkaerőt és a migránsoknak ideiglenes tartózkodási engedélyeket adtak, azonban amikor 1973-ban kitört a gazdasági válság, a bevándorlók megtűrt státusza megváltozott és mindennapossá váltak a rendőrségi razziák, amelyek a lejárt tartózkodási engedélyű szamoaiak után kutattak. Az 1980-as években a szigorú korlátozások ellenére rengetegen érkeztek Új-Zélandra. 2002 óta a bevándorlási kvóta értelmében évente 1100 szamoai költözhet az országba. A bevándorló közösség létszáma jelenleg 144 000 fő, és önálló kulturális élettel rendelkezik.
Új-Zélandhoz hasonlóan Ausztráliában már az 1920-as években is regisztráltak Szamoáról érkező bevándorlókat, de számuk sokáig nagyon alacsony maradt. Az 1970-es évektől kezdődően számos szamoai tanulhatott a kontinensnyi országban a nagyszabású csendes-óceáni oktatási programoknak köszönhetően, és sok diák végül az országban telepedett le. A nagyarányú migráció végül csak a 2000-es években indult el; ekkor már évente több ezren vándoroltak be. Jelenleg az ausztrál szamoai közösség létszáma 24 000 fő, legtöbben Új-Dél-Walesben és Victoria államban élnek.
Az Amerikai Egyesült Államok szamoai közösségének története az 1950-es években kezdődött el, amikor Amerikai Szamoán az intenzív népességnövekedés folyamata találkozott a terület katonai jelentőségének és így a munkahelyek számának csökkenésével, nagyarányú kivándorlást eredményezve. A bevándorlási hatóságok adatai szerint 1950 és 1972 között évente mintegy 500 szamoai költözött el lakhelyéről Hawaiira, vagy az USA nyugati partvidékére. Az 1980-as években már több amerikai szamoai élt Kaliforniában, mint hazájukban.

Az Amerikában élő szamoai közösség fontos részévé vált az ország kulturális és politikai életének. Dwayne Johnson félig szamoai származású korábbi pankrátor jelenleg Hollywood legnépszerűbb és legjobban fizetett színészei közé tartozik. A politikai élet legfontosabb szamoai alakja az Egyesült Államokban Tulsi Gabbard kongresszusi képviselő, aki a 2020-as amerikai elnökválasztás egyik elnökjelöltje volt a demokrata előválasztáson. Programjának központi eleme a külföldön állomásozó amerikai csapatok visszavonása volt, de végül Joe Biden győzedelmeskedett az előválasztáson.

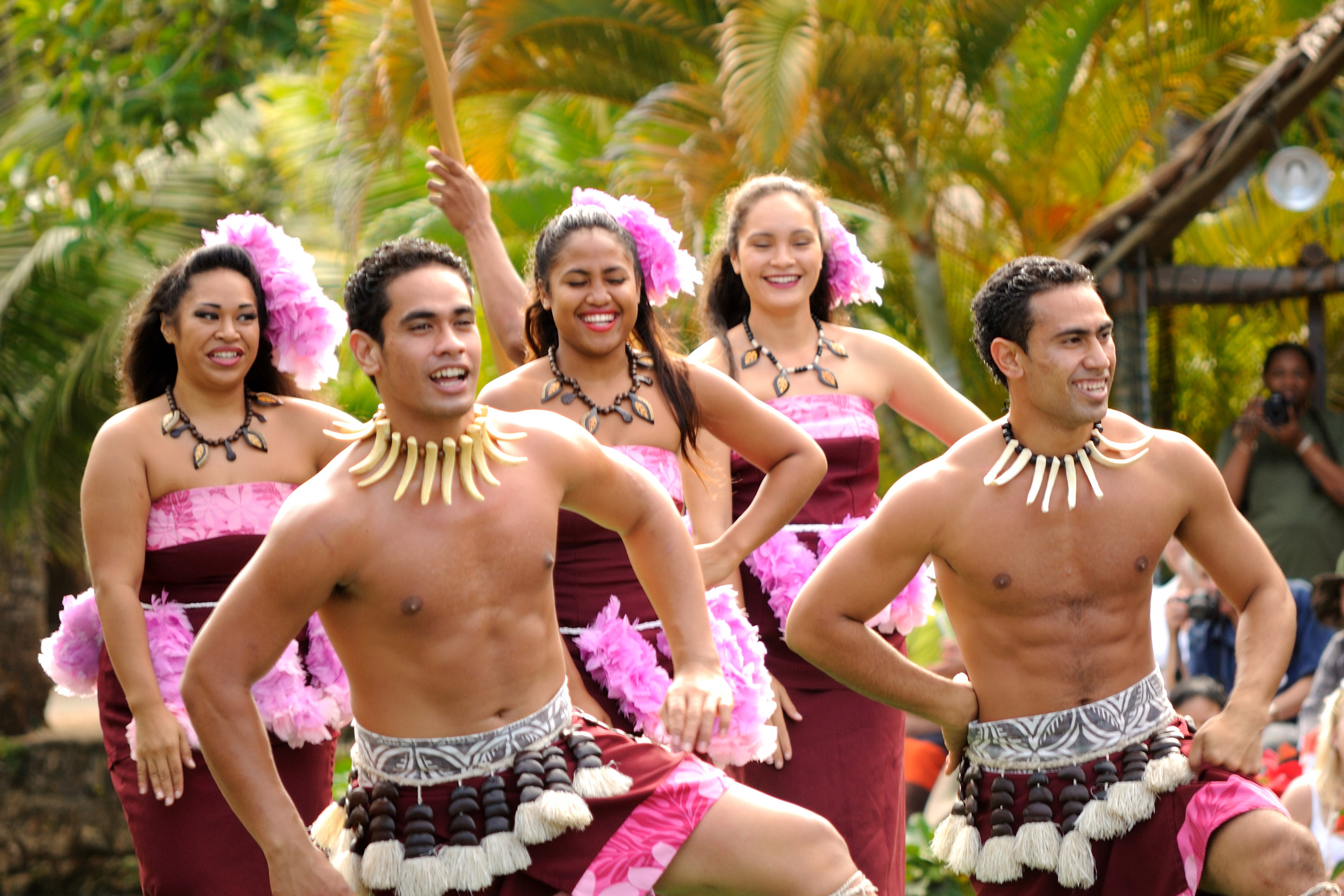
Szamoai bevándorlók kulturális ünnepsége Hawaiion
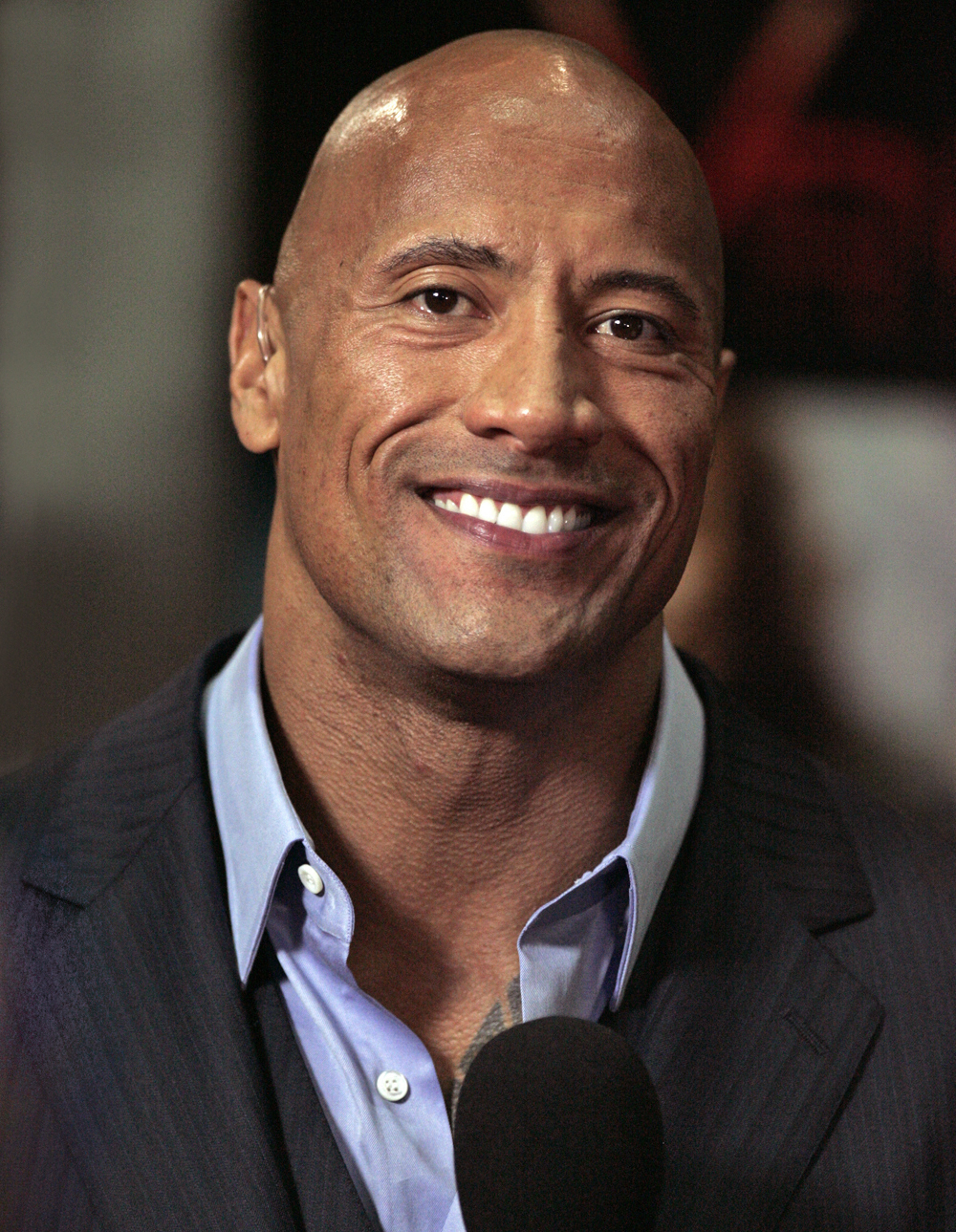
Dwayne Johnson szamoai származású amerikai színész